# Paolo Sadoleto
Pour les articles homonymes, voir Sadoleto.
Paolo Sadoleto, dont le nom était autrefois francisé en Paul Sadolet (né en 1508  à Modène, en Émilie-Romagne - mort le 26 février 1572) était un religieux italien du XVIe siècle, qui fut évêque de Carpentras de 1541 à 1572, à la suite de son cousin le cardinal Jacopo Sadoleto.

## Biographie
Paolo Sadoleto était le cousin germain du cardinal Jacopo Sadoleto, auquel il succéda sur le siège épiscopal de Carpentras. Il était le neveu du père du cardinal, Giovanni Sadoleto (1444-1512), savant jurisconsulte du XVe siècle, qui mourut alors que Paolo n'avait que quatre ans.
Il fut envoyé de bonne heure à Ferrare et fit sous la direction de Giraldi l'étude des langues et de la littérature anciennes. Devenu le coadjuteur de Jacopo Sadoleto à l'évêché de Carpentras en février 1535, il fut nommé, en mai 1541, recteur du comtat Venaissin et entra en pleine possession de son siège par la mort de son cousin en 1547.
Il fut rappelé à Rome en 1552, par le pape Jules III, pour remplir l'emploi de secrétaire des brefs adressés aux princes. Après la mort de ce pontife (1555), il retourna dans son diocèse et fut, pour la deuxième fois, recteur du comtat Venaissin vers le milieu de 1560. Il le fut encore une fois par lettre du pape du 15 novembre 1567 ; ce troisième rectorat ne finit qu'avec sa vie, le 26 février 1572.

## Œuvres
Les lettres de Paolo Sadoleto, au nombre de vingt-sept, et ses poésies latines, dispersées dans différents recueils, ont été rassemblées par l'abbé Costanzi dans l'Appendice du tome 5 des lettres du cardinal Sadoleto, précédées de la vie de l'auteur. Tiraboschi a publié une nouvelle lettre de ce prélat, à la suite de sa notice, dans la Bibl. modenese, t. 4, p. 464.